# 小行星1028
小行星1028（1028 Lydina）是一颗围绕太阳公转的小行星。
該小行星以發現者弗拉基米爾·阿爾比茨基的妻子莉蒂亞·阿爾比茨卡婭（Lydia Albitskaya）命名。

## 参数
这颗小行星的绝对星等为9.43等，自转周期为11.680小时。